# Carcere di Stammheim
Il penitenziario di Stoccarda si trova nel distretto di Stammheim di Stoccarda, il distretto più settentrionale della capitale del Land Baden-Württemberg.

## Storia
Il penitenziario di Stoccarda fu costruito tra il 1960 e il 1963 con due case di pena secondo le più moderne conoscenze di sicurezza dell'epoca e fu messo in funzione nel 1964;
Dal 1972 sostituì la prigione della Urbanstrasse nel centro di Stoccarda.
Nel 2005 è stato aggiunto un altro edificio carcerario prefabbricato che offre spazio per 128 detenuti.
Nel 2006 Regina Grimm è stata la prima donna ad essere nominata direttrice di una prigione maschile nel Baden-Württemberg.
Dall'inizio del 2006 è stata ricostruita tutta la zona d'ingresso.
Nel 2009 è stato aperto il nuovo cancello di guardia come ingresso centrale al penitenziario.
Nel febbraio 2012 sono iniziati i lavori di costruzione di cinque nuovi padiglioni, che saranno collegate alla Casa 3 di più recente costruzione e sostituiranno il vecchio complesso (Edificio 1), che necessita di ristrutturazione. L'inaugurazione dei nuovi edifici era già prevista per il 2015, ma è stata ritardata a causa dei danni causati dall'acqua e del fallimento delle due imprese edili incaricate.
I nuovi edifici sono stati finalmente terminati nell’ottobre 2017. Offrono spazio per un totale di 559 prigionieri. 337 di loro possono essere sistemati in celle individuali, 222 in celle collettive da due a quattro persone. Il costo è stato di 57 milioni di euro.
Una volta terminati i lavori di ristrutturazione, l'istituto disporrà di 787 posti, diventando così il più grande penitenziario del Baden-Württemberg.
In futuro è previsto il trasferimento qui del vetusto ospedale penitenziario (Justizvollzugskrankenhaus) di Hohenasperg (distante 11 km. dal carcere di Stammheim), per tale motivo l'attuale struttura è destinata alla demolizione e ad una profonda ristrutturazione (investimento di 25 milioni di Euro con 205 posti letto) per ospitare anche detenuti psichiatrici.

## Responsabilità
Il penitenziario di Stoccarda ha la responsabilità materiale e locale degli uomini detenuti in regime carcerario con pena detentiva fino a un anno e tre mesi, pene detentive superiori a un anno e tre mesi, custodia cautelare.
L'istituto è progettato per un massimo di 787 detenuti. Nove di questi posti sono destinati alle donne trasportate, i restanti 778 ai detenuti maschi nelle carceri normali.  Le circa 600 stanze di detenzione sono divise in celle individuali o celle comuni, dove le celle comuni sono occupate da due a quattro prigionieri. Il sistema di lavoro penale impiega circa 250 detenuti in diverse aziende e dispone di una superficie produttiva di 950 m².
Il carcere impiega due educatori che offrono corsi scolastici per i detenuti. I certificati di fine scuola non sono possibili perché il carcere ospita principalmente detenuti in custodia cautelare. Vengono offerti molti gruppi ricreativi per i quali i detenuti devono registrarsi con una domanda, così come gruppi di discussione, studi biblici, gruppi di scacchi e pattinaggio, nonché allenamento con i pesi e calcio. Ci sono anche concerti o spettacoli teatrali a intervalli irregolari. A disposizione dei detenuti è anche una biblioteca carceraria. I prigionieri hanno l'opportunità di visitare i loro compagni nelle altre celle più volte a settimana.
Dall'inizio del 2008, l'iniziativa Rock im Knast cerca di creare un ponte tra “dentro e fuori” offrendo a gruppi e musicisti l'opportunità di esibirsi nelle carceri.

## Processi alla RAF
La prigione divenne nota al grande pubblico soprattutto grazie all'incarcerazione di importanti membri dell'organizzazione terroristica Rote Armee Fraktion.
Nel 1975 accanto al sito della prigione fu costruito un edificio polifunzionale appositamente per i processi contro i membri della RAF. Per precauzione contro possibili tentativi di salvataggio con elicotteri, questa sala, così come il corridoio del cortile, sono stati ampiamente ricoperti con reti d'acciaio. I costi di costruzione per l'ampliamento ammontarono a 12 milioni di marchi tedeschi.
Dopo che gli ampliamenti furono completati, fino a nove membri della RAF furono temporaneamente ospitati al settimo piano della prigione.
Contrariamente alle consuete regole, donne e uomini potevano essere raggruppati insieme. Ai prigionieri veniva permesso di far funzionare giradischi e, a volte, televisori e ricevevano centinaia di riviste e libri.
Durante gli attacchi terroristici dell'autunno tedesco del 1977 per alcune settimane vigeva un divieto ufficiale di contatto, reso possibile dalla successiva legge apposita. Durante questa fase i prigionieri venivano isolati.
Prigionieri e avvocati hanno poi affermato che nella prigione veniva praticata il regime di isolamento . Successivamente si è saputo che Jan-Carl Raspe aveva costruito un sistema di interfono utilizzando l'ex rete radio del carcere, con il quale i detenuti potevano comunicare inosservati anche durante il divieto di contatto.
Dopo il suicidio per impiccagione di Ulrike Meinhof il 9 maggio 1976, i membri della RAF Andreas Baader, Gudrun Ensslin e Jan-Carl Raspe morirono suicidi nella " Todesnacht di Stammheim " il 18 ottobre 1977.
Il quarto membro imprigionato del gruppo, Irmgard Möller, è sopravvissuto con molteplici coltellate al petto.

## Edificio polifunzionale del Tribunale regionale superiore di Stoccarda
Dopo i primi processi della RAF, l'edificio polivalente (MZG) del Tribunale regionale superiore di Stoccarda continuò ad essere utilizzato per processi di grandi dimensioni, anche contro i successivi membri della RAF. In questo edificio si sono svolti i processi contro Christian Klar, Peter-Jürgen Boock e Verena Becker.
Inoltre, nell'MZG sono già stati processati islamisti, attivisti del PKK e Black Jackets, (una banda di motociclisti criminale, attiva soprattutto in Germani e Olanda).
Una volta completato il nuovo tribunale nel giugno 2019 (vedi sotto), sarà prevista la demolizione.  L'autorità competente per la protezione dei monumenti ha approvato la demolizione dell'edificio protetto nel giugno 2022.

## Nuovo tribunale
Secondo lo Stato il vecchio edificio polifunzionale dal punto di vista economico non poteva più essere ristrutturato. Pertanto, accanto ad esso è stato costruito un nuovo edificio del tribunale per il Tribunale regionale superiore. Come il vecchio edificio, anche questo sarà utilizzato per le procedure di sicurezza dello Stato.
La cerimonia di completamento ha avuto luogo il 22 giugno 2016; Il completamento era originariamente previsto per la fine del 2017. Il passaggio di consegne, infatti, è avvenuto solo il 3 giugno 2019. Il nuovo edificio dispone di due sale riunioni da 90 e 60 posti. La costruzione è costata complessivamente 29 milioni di euro.

## Filmografia
- Stammheim – lungometraggio sui processi Baader-Meinhof di Reinhard Hauff, con Ulrich Tukur nel ruolo di Andreas Baader.
- Il complesso Baader Meinhof – adattamento cinematografico del libro omonimo di Stefan Aust, con Moritz Bleibtreu nel ruolo di Andreas Baader.
- Death Game - Documentario in due parti (Parte 1: People's Prison, Parte 2: Kidnaps the Landshut) di Heinrich Breloer